# 香港法律改革委員會
香港法律改革委員會（英語：The Law Reform Commission of Hong Kong），簡稱法改會，於1980年1月成立，屬於香港公營機構之一，主要責任為研究由香港律政司司長或者香港終審法院首席法官所轉交的《香港法律》的改革課題。委員會成員由香港行政長官參照律政司司長的意見委任。

## 組織
香港法律改革委員會由香港律政司司長出任當然主席，終審法院首席法官和律政司法律草擬專員出任當然委員，另外亦有若干委員。

## 小組委員會
法改會轄下各個現正運作的小組委員會：
- 檔案法 [1]
- 公開資料 [2]
- 電腦網絡罪行 [3]

## 歷史
2012年9月17日，香港法律改革委員會發表《強姦及其他未經同意下進行的性罪行》諮詢文件，在尊重性自主權、保護原則及無分性別等原則下，建議將於近年日趨嚴重的偷拍裙底風光納入《香港法律》，列為性罪行；並且就強姦罪行進行重大修改，訂立新式定義，包括不再設立男女分別，增加設立「以插入方式進行性侵犯」的罪行，可以等同強姦罪行；此外，建議以新的「性侵犯」罪行取代「猥褻侵犯」（俗稱非禮）罪行。公眾諮詢為期逾3個月，至同年12月31日完結。
2012年12月，香港法律改革委員會發表諮詢文件，建議若果將來實行業權註冊制度，加入條款規定土地擅自佔有者在連續10年逆權管有相關土地後，才有權利申請註冊，並且必須通知原有業權人；若果在兩年內原有業權人無反對，則逆權管有人可以申請註冊土地，由法庭裁決土地是否歸佔地人所有。此外，如果原有業權人反對，但是兩年後佔地者仍然未有被驅逐出有關土地上，佔地者可以提出第二次逆權管有申請，交由審裁官裁決。公眾諮詢為期逾3個月，至2013年3月月中完結。